# Julius Keller

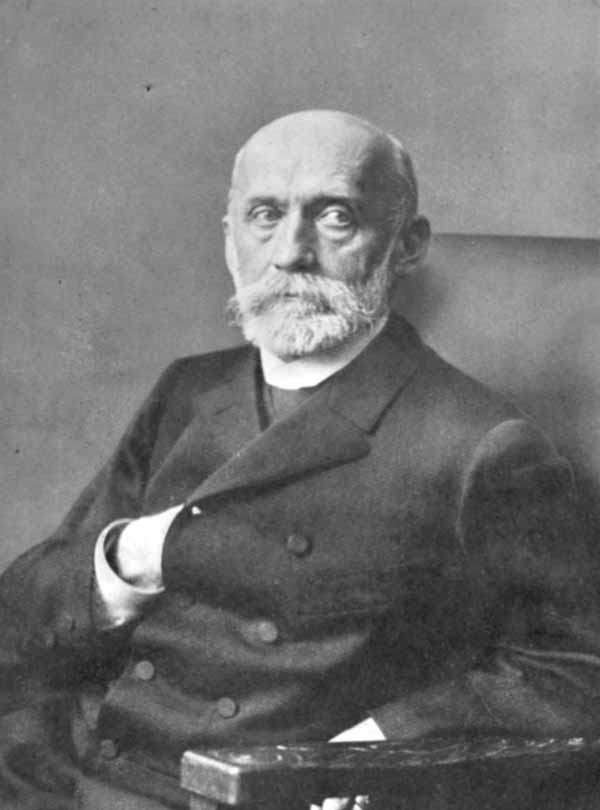
Julius Keller (Foto von 1907)

Julius Keller (* 16. Mai 1847 in Berwangen; † 15. August 1911 in Ziegelhausen) war ein deutscher Gymnasiallehrer. Er war in Konstanz, Wertheim, Karlsruhe, Lörrach und Mannheim im Schuldienst tätig und schrieb während dieser Zeit zahlreiche Reden und Abhandlungen, die über eine Gesamtausgabe nach seinem Tod einer größeren Öffentlichkeit bekannt wurden.

## Leben
Julius Keller war ein Sohn des Hauptlehrers Ludwig Keller, der wegen seiner Verwicklung in die 1848er Revolution die Stelle wechseln musste und in Neuenheim eine neue Anstellung fand. Keller besuchte von 1857 bis 1863 das Gymnasium in Heidelberg und nach einem neuerlichen Ortswechsel des Vaters bis 1866 das in Mannheim. Er wollte ursprünglich Medizin studieren, was der Vater jedoch nicht finanzieren konnten, so dass er ein Philologiestudium in Heidelberg, Leipzig und Berlin aufnahm.
1870 nahm er in der 2. Kompanie des 2. badischen Grenadierregiments am Deutsch-Französischen Krieg teil und wurde gegen Ende des Jahres bei Nuits-Saint-Georges am Bein verwundet. Wegen der Verletzung schied er aus dem Militärdienst aus, war danach kurz am Pädagogium in Durlach und absolvierte im Herbst 1871 sein Staatsexamen.
Danach war er Praktikant am Progymnasium in Baden-Baden und wechselte 1876 als Professor nach Konstanz. Dort trat er mit einer Abhandlung Zur Geschichte und Kritik des unendlichen Urteils hervor. Gleichzeitig begann er, gegen liberale und für konservative Politik zu agitieren. 1878 wurde er nach Wertheim versetzt. Dort veröffentlichte er die Broschüre Die Früchte des Liberalismus in Baden. Neben dem Schuldienst leitete er in Keller noch einen evangelischen Kirchenchor. In Wertheim wurde er zu einem namhaften Kritiker Lazarus Geigers, den er 1882/83 ausführlich besprach und dem er 1884 mit der Schrift Der Ursprung der Vernunft eigene Thesen entgegnete. 1884 wurde er stellvertretender Leiter des Progymnasiums in Durlach, 1885 wechselte er zum Karlsruher Gymnasium. In Karlsruhe verfasste er eine Schrift über Die Grenzen der Übersetzungskunst, in der er die Unmöglichkeit einer völlig deckenden Übertragung vertrat.
1892 heiratete er Bertha Ottilie Kurz aus Stuttgart, der Ehe entstammten zwei Söhne und eine jung verstorbene Tochter. Von 1898 bis 1906 war er Leiter des Gymnasiums in Lörrach. Anschließend wäre er gerne nach Freiburg im Breisgau gewechselt, doch berief man ihn nach Mannheim, wo er ebenfalls das Gymnasium leitete. Zum 100-jährigen Jubiläum des Gymnasiums veröffentlichte er in der 1907 von ihm herausgegebenen Festschrift zum Hundertjährigen Jubiläum der Anstalt. Großh(erzogliches) Gymnasium Mannheim die Abhandlung Die Grundlinien zu einer Psychologie des Wortes und des Satzes.
In Mannheim erkrankte Keller an Dysphasie, die auch nach einem längeren Kururlaub nicht wich. Er verlor bald seine komplette Sprache und konnte sich nur noch schriftlich äußern, doch auch diese Fähigkeit nahm schnell ab. 1909 trat er krankheitsbedingt in den Ruhestand. 1911 starb er in Ziegelhausen.
Seine Reden und Abhandlungen, die zu Lebzeiten meist nur im Rahmen von Schulpublikationen erschienen waren, wurden posthum in einer zweibändigen Ausgabe verlegt und fanden damit auch eine größere Öffentlichkeit. Othmar Meisinger, der von 1902 bis 1906 gemeinsam mit Keller in Lörrach gelehrt hatte, rezensierte die Sammlung 1914 und betonte dabei insbesondere die große Bedeutung von Kellers Schrift über die Grenzen der Übersetzungskunst.

## Schriften
- Die Grenzen der Übersetzungskunst kritisch untersucht mit Berücksichtigung des Sprachunterrichts am Gymnasium, Karlsruhe 1892.
- Grundlinien zu einer Psychologie des Wortes und Satzes, in: Großh. Gymnasium Mannheim. Festschrift zum Hundertjährigen Jubiläum der Anstalt, Mannheim 1907.
- Gesammelte Reden und Abhandlungen, 2 Bde., Karlsruhe und Leipzig 1913.